# Ейвъри (Тексас)
Ейвъри (на английски: Avery) е град в окръг Ред Ривър, в Тексас, САЩ. Намира се на щатска магистрала 82, на около 35 km югоизточно от Кларксвил. Населението е 482 души според преброяването от 2010 г. От 20-те до началото на 60-те години на ХХ век Ейвъри е един от най-големите градове за производство и доставка на домати в североизточен Тексас.

## История
Градът е основан през 70-те години на XIX век. Когато през 70-те години на XIX век се строи железопътната линия между Тексас и Тихия океан, мениджърите на железницата планират да построят на мястото гара с наименование Дъглас. Заселването в общността е бавно, тъй като околността е рядко населена. Когато кореспондент на вестник „Кларксвил Стандърт“ посещава Дъглас в началото на 1881 г., той намира няколко семейства, живеещи на палатки. По-късно същата година Айзък Брадфорд и неговият партньор откриват смесен магазин в Дъглас, открита е пощенска служба и името на селището е променено на Айзака. През 1902 г. името отново е променено, на Ейвъри в чест на Ед Ейвъри, първия агент на железопътната гара. 
През 1884 г. населението е около тридесет души, а до 1896 г. се увеличава до четиридесет и осем. До 1900 г. Ейвъри има три църкви, училище и население от 176 души. През първото десетилетие на ХХ век преработването на памук е важна местна индустрия. До 1914 г. в града са открити две банки, седмичен вестник, „Ейвъри Нюз“, публикуван от Х.Х. Морган, и население от около 500 души. Населението достига пика си в края на 20-те години на ХХ век, когато има 800 жители, преди да намалее рязко до 300 в началото на 30-те години. Преди преброяването от 1940 г. Ейвъри съобщава за 477 жители. Впоследствие населението остава относително стабилно. Преброяването от 1980 г. регистрира 520 жители, а през 1986 г. са докладвани девет дружества в града. През 1990 г. населението е 430 души. До 2000 г. населението се увеличава до 462 души.

## География
Ейвъри се намира на 33°33′13″ с. ш. 94°46′49″ з. д. / 33.553611° с. ш. 94.780278° з. д.
Според Бюрото за преброяване на населението на Съединените щати градът има обща площ от 2,6 km2, от които 2,3 km2 земя и 0,1 km2 вода.

## Демография
Според преброяването от 2000 г. в града живеят 462 души, 210 домакинства и 136 семейства. Гъстотата на населението е 188,4 души/km2. 
Има 241 жилищни единици със средна гъстота от 98,3 на km2. Расовият състав на града е 96,54% бели, 1,3% афроамериканци, 0,22% индианци и 1,95% представители на две или повече раси. Латиноамериканците са 0,43% от населението.
Към 2010 г. в Ейвъри има 210 домакинства, от които 26,7% имат деца под 18-годишна възраст, живеещи с тях, 43,8% са семейни двойки, живеещи заедно, 13,8% имат домакинство от жена без присъстващ съпруг и 34,8% не са семейства. 34,8% от всички домакинства са били съставени от отделни лица, а 21,4% имали някой, живеещ сам, който е на 65 или повече години. Средният размер на домакинството е било 2,2 души, а средният размер на семейството е било 2,75 души.
Във възрастов план населението е неравномерно, като 22,7% са на възраст под 18 години, 8,9% от 18 до 24 години, 22,7% от 25 до 44 години, 25,1% от 45 до 64 години и 20,6% са на възраст 65 години или по-стари. Средната възраст е била 43 години. На всеки 100 жени се падали 88,6 мъже. На всеки 100 жени на 18 и повече години се падали 76,7 мъже.
Средният доход на домакинство в града към 2010 г. е 21 146 щатски долара, а средният доход на семейство е 27 917 щатски долара. Мъжете имат среден доход от 23 333 долара срещу 16 346 долара за жените. Доходът на глава от населението за града е 13 180 щатски долара. Около 14,3% от семействата и 21,5% от населението са под прага на бедността, включително 22,3% от тези под 18 години и 30,5% от тези на 65 или повече години.